# Municipio de Pierceville
El municipio de Pierceville (en inglés: Pierceville Township) es un municipio ubicado en el condado de Finney en el estado estadounidense de Kansas. En el año 2010 tenía una población de 491 habitantes y una densidad poblacional de 1,3 personas por km².

## Geografía
El municipio de Pierceville se encuentra ubicado en las coordenadas 37°54′23″N 100°42′48″O / 37.90639, -100.71333. Según la Oficina del Censo de los Estados Unidos, el municipio tiene una superficie total de 378.1 km², de la cual 378,08 km² corresponden a tierra firme y (0,01 %) 0,02 km² es agua.

## Demografía
Según el censo de 2010, había 491 personas residiendo en el municipio de Pierceville. La densidad de población era de 1,3 hab./km². De los 491 habitantes, el municipio de Pierceville estaba compuesto por el 94,09 % blancos, el 0,2 % eran afroamericanos, el 0,81 % eran amerindios, el 0,41 % eran asiáticos, el 3,26 % eran de otras razas y el 1,22 % eran de una mezcla de razas. Del total de la población el 19,35 % eran hispanos o latinos de cualquier raza.